# Knowhutimean? Hey Vern, It's My Family Album
Knowhutimean? Hey Vern, It's My Family Album é um filme coletivo que apresenta uma série de curtas-metragens de comédia, produzido nos Estados Unidos em 1983, lançado diretamente em vídeo e dirigido por John R. Cherry III. Foi o primeiro filme a apresentar o personagem publicitário Ernest P. Worrell, interpretado por Jim Varney (que também retrata vários parentes de Ernest ao longo do filme).

## Sinopse
Ernest encontra seu antigo álbum de família no sótão e relembra seus familiares das fotografias para seu vizinho, Vern.